# Cristina Kury
Cristina Anna Berta Kury (* 16. Januar 1949 in Tscherms) ist eine Politikerin aus Südtirol (Italien).

## Biographie
Kury besuchte das Beda-Weber-Gymnasium in Meran und absolvierte anschließend an der Universität Verona ein Studium moderner Sprachen und der Literaturwissenschaft, das sie 1973 abschloss. In der Folge arbeitete sie als Lehrerin. 1990 wurde sie erstmals in den Gemeinderat ihres Wohnorts Meran gewählt, wo sie sich auch im kulturellen Bereich engagiert. Kury war von 1993 bis 2008 Abgeordnete der Südtiroler Grünen im Landtag und damit gleichzeitig im Regionalrat Trentino-Südtirol. Im Landtag fungierte sie als Fraktionssprecherin ihrer Partei.
2010 trat sie in Meran als Bürgermeisterkandidatin gegen Amtsinhaber Günther Januth von der Südtiroler Volkspartei an, unterlag jedoch in der Stichwahl. 2013 kandidierte Kury bei den Parlamentswahlen im Senatswahlkreis Meran, konnte jedoch kein Mandat erringen. 2015 wurde sie wieder in den Gemeinderat der Stadt Meran gewählt, wo sie Gruppensprecherin der mitregierenden Liste Rösch-Grüne war, bis sie 2020 aus der aktiven Politik ausschied.